# Chrysogonum
Chrysogonum es un género de plantas con flores perteneciente a la familia Asteraceae.  Comprende 20 especies descritas y de estas, solo 2 aceptadas.

## Taxonomía
El género fue descrito por Carlos Linneo y publicado en Species Plantarum 2: 920–921. 1753. La especie tipo es Chrysogonum virginianum L.	

## Especies aceptadas
A continuación se brinda un listado de las especies del género Chrysogonum aceptadas hasta julio de 2012, ordenadas alfabéticamente. Para cada una se indica el nombre binomial seguido del autor, abreviado según las convenciones y usos.
- Chrysogonum perrieri (Humbert) Humbert
- Chrysogonum virginianum L.